# Fehéroroszország a 2012. évi nyári olimpiai játékokon
Fehéroroszország a nagy-britanniai Londonban megrendezett 2012. évi nyári olimpiai játékok egyik részt vevő nemzete volt. Az országot az olimpián 23 sportágban 160 sportoló képviselte, akik összesen 12 érmet szereztek.

## Érmesek
| Érem  | Versenyző | Sportág       | Versenyszám                  |
| ----- | --- | ------------- | ---------------------------- |
| Arany | Szjarhej Martinav | Sportlövészet | Férfi sportpuska, fekvő      |
| Arany | Viktorija Azaranka Makszim Mirni                                                                                     | Tenisz        | Vegyes páros                 |
| Ezüst | Raman Pjatrusenka Vadzim Mahnyev                                                                                     | Kajak-kenu    | Férfi kenu kettes 200 m      |
| Ezüst | Andrej Bahdanovics Aljakszandr Bahdanovics                                                                           | Kajak-kenu    | Férfi kenu kettes 1000 m     |
| Ezüst | Marina Hancsarova Nasztasszja Ivankova Natallja Lescsik Aljakszandra Narkevics Kszenyija Szankovics Alina Tumilovics | Torna         | Ritmikus gimnasztika, csapat |
| Ezüst | Aljakszandra Heraszimenya                                                                                            | Úszás         | Női 50 m gyors               |
| Ezüst | Aljakszandra Heraszimenya                                                                                            | Úszás         | Női 100 m gyors              |
| Bronz | Irina Pamjalova Nadzeja Papok Volha Hudzenka Marina Pavtaran                                                         | Kajak-kenu    | Női kajak négyes 500 m       |
| Bronz | Marina Skermankova                                                                                                   | Súlyemelés    | Női 69 kg                    |
| Bronz | Irina Kulesa | Súlyemelés    | Női 75 kg                    |
| Bronz | Viktorija Azaranka                                                                                                   | Tenisz        | Női egyes                    |
| Bronz | Ljubov Csarkasina | Torna         | Ritmikus gimnasztika, egyéni |

## Asztalitenisz
Férfi
| Versenyző            | Versenyszám | Selejtező         | 64-es főtábla     | 48-as főtábla     | 32-es főtábla                                                      | Nyolcaddöntő                                                | Negyeddöntő       | Elődöntő          | Döntő             | Helyezés |
| Versenyző            | Versenyszám | Ellenfél Eredmény | Ellenfél Eredmény | Ellenfél Eredmény | Ellenfél Eredmény                                                  | Ellenfél Eredmény                                           | Ellenfél Eredmény | Ellenfél Eredmény | Ellenfél Eredmény | Helyezés |
| -------------------- | ----------- | ----------------- | ----------------- | ----------------- | ------------------------------------------------------------------ | ----------------------------------------------------------- | ----------------- | ----------------- | ----------------- | -------- |
| Uladzimir Szamszonav | Egyes       | erőnyerő          | erőnyerő          | erőnyerő          | William Henzell (AUS) · 12–10, 8–11, 11–13, 11–9, 11–9, 8–11, 11–7 | Zhang Jike (CHN) · 11–4, 7–11, 5–11, 11–8, 11–8, 7–11, 7–11 | kiesett           | kiesett           | kiesett           | 9.       |

Női
| Versenyző              | Versenyszám | Selejtező         | 64-es főtábla                                       | 48-as főtábla                                        | 32-es főtábla                                                     | Nyolcaddöntő                                                  | Negyeddöntő       | Elődöntő          | Döntő             | Helyezés |
| Versenyző              | Versenyszám | Ellenfél Eredmény | Ellenfél Eredmény                                   | Ellenfél Eredmény                                    | Ellenfél Eredmény                                                 | Ellenfél Eredmény                                             | Ellenfél Eredmény | Ellenfél Eredmény | Ellenfél Eredmény | Helyezés |
| ---------------------- | ----------- | ----------------- | --------------------------------------------------- | ---------------------------------------------------- | ----------------------------------------------------------------- | ------------------------------------------------------------- | ----------------- | ----------------- | ----------------- | -------- |
| Viktorija Pavlavics    | Egyes       | erőnyerő          | erőnyerő                                            | erőnyerő                                             | Kristin Silbereisen (GER) · 12–10, 13–11, 9–11, 11–13, 11–4, 11–7 | Wang Jue Gu (SIN) · 6–11, 11–7, 11–4, 14–12, 7–11, 9–11, 8–11 | kiesett           | kiesett           | kiesett           | 9.       |
| Aljakszandra Privalava | Egyes       | erőnyerő          | Xing Han (CGO) · 11–2, 7–11, 11–6, 11–8, 8–11, 11–9 | Jia Liu (AUT) · 11–5, 4–11, 8–11, 10–12, 12–10, 4–11 | kiesett                                                           | kiesett                                                       | kiesett           | kiesett           | kiesett           | 33.      |

## Atlétika
Férfi
| Versenyző             | Versenyszám     | Előfutam | Előfutam | Előfutam | Elődöntő | Elődöntő | Elődöntő | Döntő   | Döntő    |
| Versenyző             | Versenyszám     | Idő      | Hely.    | Össz.    | Idő      | Hely.    | Össz.    | Idő     | Helyezés |
| --------------------- | --------------- | -------- | -------- | -------- | -------- | -------- | -------- | ------- | -------- |
| Anyisz Ananyenka      | 800 m           | 1:49,61  | 7.       | 43.      | kiesett  | kiesett  | kiesett  | kiesett | kiesett  |
| Szcjapan Rahavcov     | Maraton         |          |          |          |          |          |          | 2:23:23 | 64.      |
| Makszim Linsa         | 110 m gát       | 13,47    | 3.       | 13.*     | 13,45    | 7.       | 15.      | kiesett | kiesett  |
| Dzjanyisz Szimanovics | 20 km gyaloglás |          |          |          |          |          |          | 1:20:42 | 12.      |
| Ivan Trocki           | 20 km gyaloglás |          |          |          |          |          |          | 1:21:23 | 16.      |
| Ivan Trocki           | 50 km gyaloglás |          |          |          |          |          |          | 3:46:09 | 14.      |

| Versenyző              | Versenyszám   | Selejtező                | Selejtező                | Döntő    | Döntő    |
| Versenyző              | Versenyszám   | Eredmény                 | Helyezés                 | Eredmény | Helyezés |
| ---------------------- | ------------- | ------------------------ | ------------------------ | -------- | -------- |
| Andrej Csurila         | Magasugrás    | érvényes kísérlet nélkül | érvényes kísérlet nélkül | kiesett  | kiesett  |
| Sztanyiszlav Civoncsik | Rúdugrás      | 520 cm                   | 23.                      | kiesett  | kiesett  |
| Dzmitrij Platnyicki    | Hármasugrás   | 16,62 m                  | 12.                      | 16,19 m  | 12.      |
| Pavel Lizsin           | Súlylökés     | 20,57 m                  | 6.                       | 20,69 m  | 8.       |
| Andrej Mihnyevics      | Súlylökés     | 19,89 m                  | 17.                      | kiesett  | kiesett  |
| Valerij Szvjatoha      | Kalapácsvetés | 74,69 m                  | 12.                      | 73,13 m  | 11.      |
| Pavel Krivicki         | Kalapácsvetés | 71,49 m                  | 28.                      | kiesett  | kiesett  |
| Uladzimir Kazlov       | Gerelyhajítás | 80,06 m                  | 15.                      | kiesett  | kiesett  |

| Versenyző    | Versenyszám | 100 m | 100 m | Távolugrás | Távolugrás | Súlylökés | Súlylökés | Magasugrás | Magasugrás | 400 m | 400 m | 110 m gát | 110 m gát | Diszkoszvetés | Diszkoszvetés | Rúdugrás | Rúdugrás | Gerelyhajítás | Gerelyhajítás | 1500 m  | 1500 m | Végeredmény | Végeredmény |
| Versenyző    | Versenyszám | Idő   | Pont  | Eredmény   | Pont       | Eredmény  | Pont      | Eredmény   | Pont       | Idő   | Pont  | Idő       | Pont      | Eredmény      | Pont          | Eredmény | Pont     | Eredmény      | Pont          | Idő     | Pont   | Pont        | Helyezés    |
| ------------ | ----------- | ----- | ----- | ---------- | ---------- | --------- | --------- | ---------- | ---------- | ----- | ----- | --------- | --------- | ------------- | ------------- | -------- | -------- | ------------- | ------------- | ------- | ------ | ----------- | ----------- |
| Eduard Mihan | Tízpróba    | 10,74 | 919   | 694 cm     | 799        | 14,75 m   | 774       | 193 cm     | 740        | 48,42 | 889   | 14,15     | 955       | 44,42 m       | 755           | 440 cm   | 731      | 55,69 m       | 673           | 4:38,06 | 693    | 7928        | 17.         |

Női
| Versenyző                                                                      | Versenyszám     | Selejtező | Selejtező | Selejtező | Előfutam | Előfutam | Előfutam | Elődöntő | Elődöntő | Elődöntő | Döntő    | Döntő    |
| Versenyző                                                                      | Versenyszám     | Idő       | Hely.     | Össz.     | Idő      | Hely.    | Össz.    | Idő      | Hely.    | Össz.    | Idő      | Helyezés |
| ------------------------------------------------------------------------------ | --------------- | --------- | --------- | --------- | -------- | -------- | -------- | -------- | -------- | -------- | -------- | -------- |
| Julija Balikina                                                                | 100 m           | kiemelt   | kiemelt   | kiemelt   | 11,70    | 7.       | 47.      | kiesett  | kiesett  | kiesett  | kiesett  | kiesett  |
| Szvjatlana Uszovics                                                            | 400 m           |           |           |           | 52,40    | 5.       | 26.      | kiesett  | kiesett  | kiesett  | kiesett  | kiesett  |
| Marina Arzamaszava                                                             | 800 m           |           |           |           | 2:08,45  | 4.       | 28.      | kiesett  | kiesett  | kiesett  | kiesett  | kiesett  |
| Natallja Karejva                                                               | 1500 m          |           |           |           | kizárták | kizárták | kizárták | kizárták | kizárták | kizárták | kizárták | kizárták |
| Nasztasszja Sztaravojtava                                                      | Maraton         |           |           |           |          |          |          |          |          |          | 2:30:25  | 33.      |
| Szvjatlana Kovhan                                                              | Maraton         |           |           |           |          |          |          |          |          |          | 2:30:26  | 34.      |
| Volha Dubovszkaja                                                              | Maraton         |           |           |           |          |          |          |          |          |          | 2:39:12  | 78.      |
| Alina Talaj                                                                    | 100 m gát       |           |           |           | 12,71    | 1.       | 5.       | 12,84    | 4.       | 13.      | kiesett  | kiesett  |
| Kacjarina Paplavszkaja                                                         | 100 m gát       |           |           |           | kizárták | kizárták | kizárták | kiesett  | kiesett  | kiesett  | kiesett  | kiesett  |
| Szvjatlana Kudzelics                                                           | 3000 m akadály  |           |           |           | 9:54,77  | 14.      | 34.      |          |          |          | kiesett  | kiesett  |
| Alina Talaj Kacjarina Hancsar Alena Danyiljuk-Nyevmjarzsickaja Julija Balikina | 4 × 100 m váltó |           |           |           | 43,90    | 7.       | 14.      |          |          |          | kiesett  | kiesett  |
| Alena Kijevics Irina Hljusztava Ilona Uszovics Szvjatlana Uszovics             | 4 × 400 m váltó |           |           |           | 3:26,52  | 5.       | 9.       |          |          |          | kiesett  | kiesett  |
| Hanna Drabenya                                                                 | 20 km gyaloglás |           |           |           |          |          |          |          |          |          | 1:31:58  | 25.      |
| Nasztasszja Jacevics                                                           | 20 km gyaloglás |           |           |           |          |          |          |          |          |          | 1:35:41  | 48.      |

| Versenyző                        | Versenyszám   | Selejtező             | Selejtező             | Döntő     | Döntő     |
| Versenyző                        | Versenyszám   | Eredmény              | Helyezés              | Eredmény  | Helyezés  |
| -------------------------------- | ------------- | --------------------- | --------------------- | --------- | --------- |
| Anasztaszija Svedava             | Rúdugrás      | 440 cm                | 17.                   | kiesett   | kiesett   |
| Nasztasszja Mironcsik-Ivanova    | Távolugrás    | 666 cm                | 6.                    | 672 cm    | 7.        |
| Veranyika Sutkova                | Távolugrás    | 640 cm                | 12.                   | 654 cm    | 10.       |
| Volha Szudarava                  | Távolugrás    | 638 cm                | 14.                   | kiesett   | kiesett   |
| Kszenyija Prijemka-Dzjacuk       | Hármasugrás   | érvényes ugrás nélkül | érvényes ugrás nélkül | kiesett   | kiesett   |
| Natallja Mihnyevics              | Súlylökés     | 18,60 m               | 10.                   | 18,42 m   | 11.       |
| Janyina Pravalinszkaja-Karolcsik | Súlylökés     | 17,87 m               | 18.                   | kiesett   | kiesett   |
| Nadzeja Asztapcsuk               | Súlylökés     | kizárták1             | kizárták1             | kizárták1 | kizárták1 |
| Szvjatlana Szjarova              | Diszkoszvetés | 56,70 m               | 33.                   | kiesett   | kiesett   |
| Akszana Mjanykova                | Kalapácsvetés | 73,10 m               | 8.                    | 74,40 m   | 7.        |
| Alena Matoska                    | Kalapácsvetés | 67,03 m               | 30.                   | kiesett   | kiesett   |
| Marina Novik                     | Gerelyhajítás | 54,31 m               | 33.                   | kiesett   | kiesett   |

| Versenyző       | Versenyszám | 100 m gát | 100 m gát | Magasugrás | Magasugrás | Súlylökés | Súlylökés | 200 m | 200 m | Távolugrás | Távolugrás | Gerelyhajítás | Gerelyhajítás | 800 m   | 800 m | Végeredmény | Végeredmény |
| Versenyző       | Versenyszám | Idő       | Pont      | Eredmény   | Pont       | Eredmény  | Pont      | Idő   | Pont  | Eredmény   | Pont       | Eredmény      | Pont          | Idő     | Pont  | Pont        | Helyezés    |
| --------------- | ----------- | --------- | --------- | ---------- | ---------- | --------- | --------- | ----- | ----- | ---------- | ---------- | ------------- | ------------- | ------- | ----- | ----------- | ----------- |
| Jana Makszimava | Hétpróba    | 13,97     | 983       | 189 cm     | 1093       | 14,09 m   | 800       | 25,43 | 848   | 599 cm     | 846        | 42,33 m       | 712           | 2:13,37 | 916   | 6198        | 17.         |

* - egy másik versenyzővel azonos eredményt ért el
Jegyzet

1. A női súlylökésben Nadzeja Asztapcsuk eredetileg aranyérmes lett 21,36 m-es eredménnyel, azonban utólag doppingvétség miatt kizárták.

## Birkózás

### Férfi
Kötöttfogású
| Versenyző             | Versenyszám | Selejtező                                | Nyolcaddöntő                         | Negyeddöntő                           | Elődöntő                        | Vigaszág első kör | Vigaszág elődöntő                        | Bronz- mérkőzés                     | Döntő             | Helyezés |
| Versenyző             | Versenyszám | Ellenfél Eredmény                        | Ellenfél Eredmény                    | Ellenfél Eredmény                     | Ellenfél Eredmény               | Ellenfél Eredmény | Ellenfél Eredmény                        | Ellenfél Eredmény                   | Ellenfél Eredmény | Helyezés |
| --------------------- | ----------- | ---------------------------------------- | ------------------------------------ | ------------------------------------- | ------------------------------- | ----------------- | ---------------------------------------- | ----------------------------------- | ----------------- | -------- |
| Elbek Tazsijev        | 55 kg       | erőnyerő                                 | Haszegava Kóhei (JPN) · 0–1, 0–3     | kiesett                               | kiesett                         |                   |                                          |                                     |                   | 16.      |
| Aljakszandr Kikinyov  | 74 kg       | erőnyerő                                 | Aszhat Dilmuhamedov (KAZ) · 1–0, 2–0 | Arszen Dzsulfalakjan (ARM) · 0–2, 0–1 |                                 |                   | Danyijar Kobonov (KGZ) · 1–0, 2–0        | Emin Əhmədov (AZE) · 2–0, 0–2, 0–2  |                   | 5.       |
| Alim Szelimav         | 84 kg       | erőnyerő                                 | Alan Hugajev (RUS) · 0–1, 0–1        |                                       |                                 |                   | Danyijal Gadzsijev (KAZ) · 0–1, 3–0, 0–3 | kiesett                             |                   | 12.      |
| Cimafej Dzejnyicsenka | 96 kg       | Mohamed Abdelfatah (EGY) · 0–1, 2–0, 1–0 | Ardo Arusaar (EST) · 0–1, 1–0, 1–0   | Elis Guri (BUL) · 1–0, 3–0            | Rusztam Totrov (RUS) · 0–3, 0–1 |                   |                                          | Jimmy Lidberg (SWE) · 2–0, 0–1, 1–4 |                   | 5.       |
| Ioszeb Csugosvili     | 120 kg      | erőnyerő                                 | Heiki Nabi (EST) · 1–0, 0–1, 0–3     |                                       |                                 |                   | Łukasz Banak (POL) · 2–0, 1–0            | Johan Eurén (SWE) · 0–1, 1–0, 0–1   |                   | 5.       |

Szabadfogású
| Versenyző         | Versenyszám | Selejtező         | Nyolcaddöntő                    | Negyeddöntő                            | Elődöntő                       | Vigaszág első kör | Vigaszág elődöntő | Bronz- mérkőzés                     | Döntő             | Helyezés |
| Versenyző         | Versenyszám | Ellenfél Eredmény | Ellenfél Eredmény               | Ellenfél Eredmény                      | Ellenfél Eredmény              | Ellenfél Eredmény | Ellenfél Eredmény | Ellenfél Eredmény                   | Ellenfél Eredmény | Helyezés |
| ----------------- | ----------- | ----------------- | ------------------------------- | -------------------------------------- | ------------------------------ | ----------------- | ----------------- | ----------------------------------- | ----------------- | -------- |
| Ali Sabanav       | 66 kg       | erőnyerő          | Jared Frayer (USA) · 3–0, 1–0   | Cəbrayıl Həsənov (AZE) · 2–2, 1–1, 0–2 | kiesett                        |                   |                   |                                     |                   | 10.      |
| Szaszlan Gatcijev | 84 kg       | erőnyerő          | Mohamed Louafi (ALG) · 2–0, 4–3 | Armands Zvirbulis (LAT) · 1–0, 2–2     | Jaime Espinal (PUR) · 2–7, 0–8 |                   |                   | Dato Marsagishvili (GEO) · 0–3, 0–1 |                   | 5.       |
| Ruszlan Sejhav    | 96 kg       | erőnyerő          | Xetaq Qazyumov (AZE) · 0–1, 0–1 | kiesett                                | kiesett                        |                   |                   |                                     |                   | 17.      |
| Aljakszej Samarav | 120 kg      | erőnyerő          | Ligeti Dániel (HUN) · 2–0, 2–1  | Tervel Dlagnev (USA) · 0–2, 1–3        | kiesett                        |                   |                   |                                     |                   | 8.       |

### Női
Szabadfogású
| Versenyző              | Versenyszám | Selejtező                        | Nyolcaddöntő                                 | Negyeddöntő                  | Elődöntő          | Vigaszág első kör                    | Vigaszág elődöntő                  | Bronz- mérkőzés              | Döntő             | Helyezés |
| Versenyző              | Versenyszám | Ellenfél Eredmény                | Ellenfél Eredmény                            | Ellenfél Eredmény            | Ellenfél Eredmény | Ellenfél Eredmény                    | Ellenfél Eredmény                  | Ellenfél Eredmény            | Ellenfél Eredmény | Helyezés |
| ---------------------- | ----------- | -------------------------------- | -------------------------------------------- | ---------------------------- | ----------------- | ------------------------------------ | ---------------------------------- | ---------------------------- | ----------------- | -------- |
| Vanesza Kaladzinszkaja | 48 kg       | erőnyerő                         | Zsuldiz Esimova (KAZ) · 5–0, 4–1 (kétvállas) | Carol Huynh (CAN) · 0–6, 0–3 | kiesett           |                                      |                                    |                              |                   | 8.       |
| Vaszilisza Marzaljuk   | 72 kg       | Sztanka Zlateva (BUL) · 0–1, 0–1 |                                              |                              |                   | Jenny Fransson (SWE) · 2–0, 0–1, 2–0 | Annabel Laure Ali (CMR) · 2–0, 1–0 | Maider Unda (ESP) · 0–1, 0–1 |                   | 5.       |

## Cselgáncs
Férfi
| Versenyző       | Versenyszám  | Selejtező                              | 32-es főtábla                          | Nyolcaddöntő                       | Negyeddöntő       | Elődöntő          | Vigaszág elődöntő                   | Bronz- mérkőzés                      | Döntő             | Helyezés |
| Versenyző       | Versenyszám  | Ellenfél Eredmény                      | Ellenfél Eredmény                      | Ellenfél Eredmény                  | Ellenfél Eredmény | Ellenfél Eredmény | Ellenfél Eredmény                   | Ellenfél Eredmény                    | Ellenfél Eredmény | Helyezés |
| --------------- | ------------ | -------------------------------------- | -------------------------------------- | ---------------------------------- | ----------------- | ----------------- | ----------------------------------- | ------------------------------------ | ----------------- | -------- |
| Javhen Bjadulin | Félnehézsúly | Cristian Schmidt (ARG) · 100(1)–000(0) | Tagir Hajbulajev (RUS) · 000(3)–011(1) | kiesett                            | kiesett           | kiesett           |                                     |                                      |                   | 9.       |
| Ihar Makarav    | Nehézsúly    | Iszlám es-Sehábi (EGY) · 002(1)–000(2) | Kamikava Daiki (JPN) · 001(1)–000(1)   | Kim Szongmin (KOR) · 000(2)–001(1) |                   |                   | Óscar Brayson (CUB) · 100(1)–000(0) | Andreas Tölzer (GER) · 000(1)–100(0) |                   | 5.       |

## Evezés
Férfi
| Versenyző                                                                        | Versenyszám              | Előfutam | Előfutam | Vigaszág | Vigaszág | Elődöntő | Elődöntő | Elődöntő | Döntő | Döntő   | Döntő | Helyezés |
| Versenyző                                                                        | Versenyszám              | Idő      | Hely.    | Idő      | Hely.    | Típus    | Idő      | Hely.    | Típus | Idő     | Hely. | Helyezés |
| -------------------------------------------------------------------------------- | ------------------------ | -------- | -------- | -------- | -------- | -------- | -------- | -------- | ----- | ------- | ----- | -------- |
| Vadzim Ljalin Dzjanyisz Migal Sztanyiszlav Scsarbacsenya Aljakszandr Kazubovszki | Kormányos nélküli négyes | 5:53,26  | 3.       |          |          | A/B      | 6:05,26  | 5.       | B     | 6:09,31 | 1.    | 7.       |

Női
| Versenyző          | Versenyszám  | Előfutam | Előfutam | Vigaszág | Vigaszág | Negyeddöntő | Negyeddöntő | Elődöntő | Elődöntő | Elődöntő | Döntő | Döntő   | Döntő | Helyezés |
| Versenyző          | Versenyszám  | Idő      | Hely.    | Idő      | Hely.    | Idő         | Hely.       | Típus    | Idő      | Hely.    | Típus | Idő     | Hely. | Helyezés |
| ------------------ | ------------ | -------- | -------- | -------- | -------- | ----------- | ----------- | -------- | -------- | -------- | ----- | ------- | ----- | -------- |
| Kacjarina Karszten | Egypárevezős | 7:30,31  | 1.       |          |          | 7:42,00     | 2.          | A/B      | 7:44,94  | 3.       | A     | 8:02,86 | 5.    | 5.       |

## Íjászat
Női
| Versenyző            | Versenyszám | Selejtező | Selejtező | 64-es főtábla                           | 32-es főtábla            | Nyolcaddöntő      | Negyeddöntő       | Elődöntő          | Döntő             | Helyezés |
| Versenyző            | Versenyszám | Pont      | Kiemelt   | Ellenfél Eredmény                       | Ellenfél Eredmény        | Ellenfél Eredmény | Ellenfél Eredmény | Ellenfél Eredmény | Ellenfél Eredmény | Helyezés |
| -------------------- | ----------- | --------- | --------- | --------------------------------------- | ------------------------ | ----------------- | ----------------- | ----------------- | ----------------- | -------- |
| Kacjarina Cimafejeva | Egyéni      | 644       | 33.       | Ligyija Szicsenyikova (UKR) (32.) · 6–4 | Ki Bobe (KOR) (1.) · 2–6 | kiesett           | kiesett           | kiesett           | kiesett           | 17.      |

## Kajak-kenu

### Síkvízi
Férfi
| Versenyző                                  | Versenyszám        | Előfutam | Előfutam | Előfutam | Elődöntő | Elődöntő | Elődöntő | Döntő | Döntő    | Döntő    | Helyezés |
| Versenyző                                  | Versenyszám        | Idő      | Hely.    | Össz.    | Idő      | Hely.    | Össz.    | Típus | Idő      | Helyezés | Helyezés |
| ------------------------------------------ | ------------------ | -------- | -------- | -------- | -------- | -------- | -------- | ----- | -------- | -------- | -------- |
| Aleh Jurenya                               | Kajak egyes 1000 m | 3:36,012 | 3.       | 16.      | 3:29,825 | 2.       | 4.       | A     | 3:32,396 | 6.       | 6.       |
| Raman Pjatrusenka Vadzim Mahnyev           | Kajak kettes 200 m | 33,129   | 1.       | 4.       | 32,641   | 1.       | 2.       | A     | 34,266   | 2.       |          |
| Dzjanyisz Garazsa                          | Kenu egyes 200 m   | 41,290   | 2.       | 5.       | 41,427   | 2.       | 4.       | A     | 43,545   | 5.       | 5.       |
| Aljakszandr Zsukovszki                     | Kenu egyes 1000 m  | 4:06,190 | 3.       | 11.      | 3:54,002 | 4.       | 9.       | A     | 3:51,166 | 7.       | 7.       |
| Andrej Bahdanovics Aljakszandr Bahdanovics | Kenu kettes 1000 m | 3:42,599 | 3.       | 8.       | 3:36,540 | 2.       | 2.       | A     | 3:35,206 | 2.       |          |

Női
| Versenyző                                                    | Versenyszám        | Előfutam | Előfutam | Előfutam | Elődöntő | Elődöntő | Elődöntő | Döntő   | Döntő    | Döntő    | Helyezés |
| Versenyző                                                    | Versenyszám        | Idő      | Hely.    | Össz.    | Idő      | Hely.    | Össz.    | Típus   | Idő      | Helyezés | Helyezés |
| ------------------------------------------------------------ | ------------------ | -------- | -------- | -------- | -------- | -------- | -------- | ------- | -------- | -------- | -------- |
| Marharita Ciskevics                                          | Kajak egyes 200 m  | 43,841   | 5.       | 24.      | 43,033   | 8.       | 22.      | kiesett | kiesett  | kiesett  | 22.      |
| Marharita Ciskevics                                          | Kajak egyes 500 m  | 2:01,216 | 6.       | 22.      | kiesett  | kiesett  | kiesett  | kiesett | kiesett  | kiesett  | 24.      |
| Volha Hudzenka Marina Pavtaran                               | Kajak kettes 500 m | 1:44,568 | 4.       | 6.       | 1:43,152 | 5.       | 7.       | B       | 1:44,407 | 1.       | 9.       |
| Irina Pamjalova Nadzeja Papok Volha Hudzenka Marina Pavtaran | Kajak négyes 500 m | 1:33,676 | 3.       | 3.       | 1:30,883 | 2.       | 2.       | A       | 1:31,400 | 3.       |          |

## Kerékpározás

### Országúti kerékpározás
Férfi
| Versenyző             | Versenyszám     | Idő                 | Helyezés      |
| --------------------- | --------------- | ------------------- | ------------- |
| Javhen Hutarovics     | Mezőnyverseny   | 5:46:37 (+0:40)     | 53.           |
| Branyiszlav Szamojlav | Mezőnyverseny   | 5:46:37 (+0:40)     | 78.           |
| Vaszil Kirijenka      | Mezőnyverseny   | nem ért célba       | nem ért célba |
| Vaszil Kirijenka      | Egyéni időfutam | 54:30,29 (+3:50,75) | 12.           |

Női
| Versenyző         | Versenyszám   | Idő             | Helyezés |
| ----------------- | ------------- | --------------- | -------- |
| Alena Amjaljuszik | Mezőnyverseny | 3:35:56 (+0:27) | 15.      |

### Pálya-kerékpározás
Sprintversenyek
| Versenyző      | Versenyszám | Selejtező | Selejtező | 1. forduló                | Vigaszág               | Vigaszág | 2. forduló                        | Vigaszág                                               | Vigaszág | 9–12. helyért          | 9–12. helyért | Negyeddöntő                       | 5–8. helyért                                                                    | 5–8. helyért | Elődöntő             | Döntő                | Helyezés |
| Versenyző      | Versenyszám | Idő       | Hely.     | Ellenfél Győztes idő      | Ellenfelek Győztes idő | Hely.    | Ellenfél Győztes idő              | Ellenfelek Győztes idő                                 | Hely.    | Ellenfelek Győztes idő | Hely.         | Ellenfél Győztes idő              | Ellenfelek Győztes idő                                                          | Hely.        | Ellenfél Győztes idő | Ellenfél Győztes idő | Helyezés |
| -------------- | ----------- | --------- | --------- | ------------------------- | ---------------------- | -------- | --------------------------------- | ------------------------------------------------------ | -------- | ---------------------- | ------------- | --------------------------------- | ------------------------------------------------------------------------------- | ------------ | -------------------- | -------------------- | -------- |
| Volha Panarina | Női egyéni  | 11,080    | 5.        | I Hjedzsin (KOR) · 11,608 |                        |          | Simona Krupeckaitė (LTU) · 11,486 | Monique Sullivan (CAN) · Natasha Hansen (NZL) · 11,443 | 1.       |                        |               | Victoria Pendleton (GBR) · 11,226 | Simona Krupeckaitė (LTU) · Lisandra Guerra (CUB) · Ljubov Sulika (UKR) · 11,812 | 4.           |                      |                      | 8.       |

Üldözőversenyek
| Versenyző                                   | Versenyszám | Selejtező | Selejtező | Elődöntő                                                                  | Elődöntő  | Elődöntő | Döntő                                                                                        | Döntő     | Döntő    |
| Versenyző                                   | Versenyszám | Idő       | Hely.     | Ellenfél Idő                                                              | Saját idő | Hely.    | Ellenfél Idő                                                                                 | Saját idő | Helyezés |
| ------------------------------------------- | ----------- | --------- | --------- | ------------------------------------------------------------------------- | --------- | -------- | -------------------------------------------------------------------------------------------- | --------- | -------- |
| Taccjana Sarakova Alena Dilko Akszana Papko | Női csapat  | 3:22,850  | 8.        | Új-Zéland (NZL) · Lauren Ellis · Jaime Nielsen · Alison Shanks · 3:18,514 | 3:21,942  | 8.       | 7. helyért · Németország (GER) · Judith Arndt · Charlotte Becker · Lisa Brennauer · 3:20,824 | 3:20,245  | 7.       |

Keirin
| Versenyző      | Versenyszám | 1. forduló | Vigaszág | 2. forduló | Döntő    | Helyezés |
| Versenyző      | Versenyszám | Helyezés   | Helyezés | Helyezés   | Helyezés | Helyezés |
| -------------- | ----------- | ---------- | -------- | ---------- | -------- | -------- |
| Volha Panarina | Női         | 6.         | 5.       | kiesett    | kiesett  | 15.      |

Omnium
| Versenyző         | Versenyszám | 200 méter | 200 méter | 20 km-es pontverseny | 20 km-es pontverseny | Kieséses verseny | 3 km-es egyéni üldözőverseny | 3 km-es egyéni üldözőverseny | 10 km-es scratch | 10 km-es scratch | 500 m-es időfutam | 500 m-es időfutam | Összesítés | Összesítés |
| Versenyző         | Versenyszám | Idő       | Hely.     | Pont                 | Hely.                | Hely.            | Eredmény                     | Hely.                        | Lekörözés        | Hely.            | Idő               | Hely.             | Pont       | Helyezés   |
| ----------------- | ----------- | --------- | --------- | -------------------- | -------------------- | ---------------- | ---------------------------- | ---------------------------- | ---------------- | ---------------- | ----------------- | ----------------- | ---------- | ---------- |
| Taccjana Sarakova | Női         | 14,701    | 12.       | 28                   | 2.                   | 15.              | 3:38,301                     | 5.                           | 0                | 12.              | 36,748            | 13.               | 59         | 9.         |

## Labdarúgás

### Férfi
| Fehérorosz férfi labdarúgócsapat-játékoskeret | Fehérorosz férfi labdarúgócsapat-játékoskeret |
| --- | --- |
| - Illja Alekszijevics - Dzmitrij Baha - Renan Bressan* - Sztanyiszlav Drahun* - Mihail Hardzejcsuk - Aljakszej Havrilovics - Aljakszandr Hutar - Uladzimir Hvascsinszki - Szjarhej Karnyilenka* | - Aljakszej Kazlov - Ihar Kuzmjanok - Szjarhej Palicevics - Dzjanyisz Paljakov - Andrej Scsarbakov - Arcjom Szalavej - Makszim Szkavis - Andrej Varankov - Jahor Zubovics |

* - túlkoros játékos

#### Eredmények
Csoportkör
C csoport
| Csapat                 | M | Gy | D | V | Rg | Kg | Gk | P |
| ---------------------- | - | -- | - | - | -- | -- | -- | - |
| Brazília (BRA)         | 3 | 3  | 0 | 0 | 9  | 3  | +6 | 9 |
| Egyiptom (EGY)         | 3 | 1  | 1 | 1 | 6  | 5  | +1 | 4 |
| Fehéroroszország (BLR) | 3 | 1  | 0 | 2 | 3  | 6  | –3 | 3 |
| Új-Zéland (NZL)        | 3 | 0  | 1 | 2 | 1  | 5  | –4 | 1 |

| 2012. július 26. 19:45 (20:45) |

| Fehéroroszország (BLR) | 1–0               | Új-Zéland (NZL) |
| ---------------------- | ----------------- | --------------- |
| Baha 45'               | (1–0) Jegyzőkönyv |                 |

| Ricoh Arena, Coventry Nézőszám: 14 457 Játékvezető: Bakary Gassama (gambiai) |

| 2012. július 29. 15:00 (16:00) |

| Brazília (BRA)                  | 3–1               | Fehéroroszország (BLR) |
| ------------------------------- | ----------------- | ---------------------- |
| Pato 15' Neymar 65' Oscar 90+3' | (1–1) Jegyzőkönyv | Bressan 8'             |

| Old Trafford, Manchester Nézőszám: 66 212 Játékvezető: Nisimura Júicsi (japán) |

| 2012. augusztus 1. 14:30 (15:30) |

| Egyiptom (EGY)                       | 3–1               | Fehéroroszország (BLR) |
| ------------------------------------ | ----------------- | ---------------------- |
| Szallah 56' Mohsen 73' Aboutrika 79' | (0–0) Jegyzőkönyv | Varankov 87'           |

| Hampden Park, Glasgow Nézőszám: 8732 Játékvezető: Roberto García (mexikói) |

| Csapat                 | Helyezés |
| ---------------------- | -------- |
| Fehéroroszország (BLR) | 10.      |

## Lovaglás
Lovastusa
| Versenyző           | Ló      | Versenyszám | Díjlovaglás | Díjlovaglás | Tereplovaglás | Tereplovaglás | Tereplovaglás | Díjugratás | Díjugratás  | Díjugratás | Díjugratás | Végeredmény | Végeredmény |
| Versenyző           | Ló      | Versenyszám | Díjlovaglás | Díjlovaglás | Tereplovaglás | Tereplovaglás | Tereplovaglás | Selejtező  | Selejtező   | Selejtező  | Döntő      | Végeredmény | Végeredmény |
| Versenyző           | Ló      | Versenyszám | Bünt.       | Hely.       | Bünt.         | Bünt. össz.   | Hely.         | Bünt.      | Bünt. össz. | Hely.      | Bünt.      | Bünt.       | Helyezés    |
| ------------------- | ------- | ----------- | ----------- | ----------- | ------------- | ------------- | ------------- | ---------- | ----------- | ---------- | ---------- | ----------- | ----------- |
| Aljakszandr Faminov | Pasians | Egyéni      | 63,78       | 68.         | 52,80         | 116,50        | 57.           | 34,00      | 150,50      | 52.        | kiesett    | 150,50      | 52.         |
| Alena Celjapuskina  | Passat  | Egyéni      | 69,10       | 70.         | kiesett       | kiesett       | kiesett       | kiesett    | kiesett     | kiesett    | kiesett    | kiesett     | kiesett     |

## Műugrás
Férfi
| Versenyző           | Versenyszám        | Selejtező | Selejtező | Elődöntő | Elődöntő | Döntő   | Döntő    |
| Versenyző           | Versenyszám        | Pont      | Helyezés  | Pont     | Helyezés | Pont    | Helyezés |
| ------------------- | ------------------ | --------- | --------- | -------- | -------- | ------- | -------- |
| Vadzim Kaptur       | Egyéni toronyugrás | 420,60    | 21.       | kiesett  | kiesett  | kiesett | kiesett  |
| Cimafej Hardzejcsik | Egyéni toronyugrás | 350,05    | 31.       | kiesett  | kiesett  | kiesett | kiesett  |

## Ökölvívás
Férfi
| Versenyző          | Versenyszám  | Selejtező                        | Nyolcaddöntő                 | Negyeddöntő                    | Elődöntő          | Döntő             | Helyezés |
| Versenyző          | Versenyszám  | Ellenfél Eredmény                | Ellenfél Eredmény            | Ellenfél Eredmény              | Ellenfél Eredmény | Ellenfél Eredmény | Helyezés |
| ------------------ | ------------ | -------------------------------- | ---------------------------- | ------------------------------ | ----------------- | ----------------- | -------- |
| Vazhen Szafarjanc  | Könnyűsúly   | erőnyerő                         | Han Szuncshol (KOR) · 13–13+ | kiesett                        | kiesett           | kiesett           | 9.       |
| Mihail Davhaljavec | Félnehézsúly | Olekszandr Hvozdik (UKR) · 10–18 | kiesett                      | kiesett                        | kiesett           | kiesett           | 17.      |
| Szjarhej Karnyejev | Nehézsúly    | erőnyerő                         | Julio Castillo (ECU) · 21–12 | Teymur Məmmədov (AZE) · 19–19+ | kiesett           | kiesett           | 5.       |

## Öttusa
| Versenyző               | Versenyszám | Vívás    | Vívás | Vívás  | Úszás   | Úszás | Úszás | Lovaglás | Lovaglás | Lovaglás | Lovaglás | Futás/Lövészet | Futás/Lövészet | Futás/Lövészet | Futás/Lövészet | Összesen    | Összesen |
| Versenyző               | Versenyszám | Eredmény | Pont  | Hely.  | Idő     | Pont  | Hely. | Idő      | Hibapont | Pont     | Hely.    | Lövőhiba       | Idő            | Pont           | Hely.          | Összes pont | Helyezés |
| ----------------------- | ----------- | -------- | ----- | ------ | ------- | ----- | ----- | -------- | -------- | -------- | -------- | -------------- | -------------- | -------------- | -------------- | ----------- | -------- |
| Sztanyiszlav Zsuravljov | Férfi       | 20–15    | 880   | 6.**   | 2:06,80 | 1280  | 21.   | 70,07    | 80       | 1120     | 19.      | 7              | 10:58,10       | 2368           | 20.            | 5648        | 16.      |
| Dzmitrij Meljah         | Férfi       | 17–18    | 808   | 13.*** | 2:03,67 | 1316  | 13.   | 78,50    | 172      | 1028     | 31.      | 2              | 11:33,18       | 2228           | 33.            | 5380        | 30.      |
| Anasztaszija Prakapenka | Női         | 15–20    | 760   | 25.*   | 2:28,50 | 1020  | 33.   | 73,16    | 60       | 1140     | 12.      | 6              | 11:06,00       | 2336           | 1.             | 5256        | 6.       |
| Hanna Vasziljonak       | Női         | 16–19    | 784   | 22.*   | 2:32,87 | 968   | 36.   | 101,92   | 184      | 1016     | 31.      | 7              | 12:49,61       | 1924           | 29.            | 4692        | 32.      |

* - két másik versenyzővel azonos eredményt ért el

** - három másik versenyzővel azonos eredményt ért el

*** - hat másik versenyzővel azonos eredményt ért el

## Sportlövészet
Férfi
| Versenyző           | Versenyszám           | Selejtező | Selejtező | Döntő   | Döntő    |
| Versenyző           | Versenyszám           | Pont      | Helyezés  | Pont    | Helyezés |
| ------------------- | --------------------- | --------- | --------- | ------- | -------- |
| Jurij Dalhapolav    | Légpisztoly           | 571       | 30.       | kiesett | kiesett  |
| Kansztancin Lukasik | Légpisztoly           | 582       | 11.       | kiesett | kiesett  |
| Kansztancin Lukasik | Szabadpisztoly        | 547       | 30.       | kiesett | kiesett  |
| Andrej Kazak        | Szabadpisztoly        | 547       | 31.       | kiesett | kiesett  |
| Illja Csarhejka     | Légpuska              | 597       | 5.        | kiesett | kiesett  |
| Vital Bubnovics     | Légpuska              | 595       | 11.       | kiesett | kiesett  |
| Vital Bubnovics     | Sportpuska, összetett | 1164      | 17.       | kiesett | kiesett  |
| Jurij Scsarbacevics | Sportpuska, összetett | 1171      | 4.        | 1267,3  | 8.       |
| Jurij Scsarbacevics | Sportpuska, fekvő     | 591       | 30.       | kiesett | kiesett  |
| Szjarhej Martinav   | Sportpuska, fekvő     | 600       | 1.        | 705,5   |          |
| Andrej Kavalenka    | Trap                  | 101       | 34.       | kiesett | kiesett  |

Női
| Versenyző        | Versenyszám   | Selejtező | Selejtező | Döntő   | Döntő    |
| Versenyző        | Versenyszám   | Pont      | Helyezés  | Pont    | Helyezés |
| ---------------- | ------------- | --------- | --------- | ------- | -------- |
| Viktorija Csajka | Légpisztoly   | 385       | 6.        | 485,2   | 5.       |
| Viktorija Csajka | Sportpisztoly | 578       | 25.       | kiesett | kiesett  |

## Súlyemelés
Férfi
| Versenyző             | Versenyszám | Szakítás                 | Szakítás                 | Lökés    | Lökés    | Összesen | Helyezés |
| Versenyző             | Versenyszám | Eredmény                 | Helyezés                 | Eredmény | Helyezés | Összesen | Helyezés |
| --------------------- | ----------- | ------------------------ | ------------------------ | -------- | -------- | -------- | -------- |
| Mikalaj Novikav       | 85 kg       | 167                      | 6.                       | 196      | 9.       | 363      |          |
| Andrej Ribakov        | 85 kg       | érvényes kísérlet nélkül | érvényes kísérlet nélkül | kiesett  | kiesett  | kiesett  | kiesett  |
| Aljakszandr Makaranka | 94 kg       | 175                      | 7.                       | 209      | 11.      | 384      | 10.      |
| Javhen Zsarnaszek     | +105 kg     | 196                      | 7.                       | 230      | 9.       | 426      |          |

- +105 kg-ban Javhen Zsarnaszeket 2016-ban kizárták.
- A 85 kg-ban nyolcadik helyezett Mikalaj Novikav eredményét 2019-ben sztanozol használata miatt törölték.[4]

Női
| Versenyző            | Versenyszám | Szakítás | Szakítás | Lökés    | Lökés    | Összesen | Helyezés |
| Versenyző            | Versenyszám | Eredmény | Helyezés | Eredmény | Helyezés | Összesen | Helyezés |
| -------------------- | ----------- | -------- | -------- | -------- | -------- | -------- | -------- |
| Nasztasszja Novikava | 58 kg       | 103      | 4.       | 127      | 7.       | 230      | 7.       |
| Marina Skermankova   | 69 kg       | 113      | 4.       | 143      | 2.       | 256      |          |
| Dzina Szazanavec     | 69 kg       | 115      | 1.       | 141      | 4.       | 256      | 4.       |
| Irina Kulesa         | 75 kg       | 121      | 3.       | 148      | 3.       | 269      |          |

## Tenisz
Férfi
| Versenyző                      | Versenyszám | 32-es főtábla                                                         | Nyolcaddöntő      | Negyeddöntő       | Elődöntő          | Bronz- mérkőzés   | Döntő             | Helyezés |
| Versenyző                      | Versenyszám | Ellenfél Eredmény                                                     | Ellenfél Eredmény | Ellenfél Eredmény | Ellenfél Eredmény | Ellenfél Eredmény | Ellenfél Eredmény | Helyezés |
| ------------------------------ | ----------- | --------------------------------------------------------------------- | ----------------- | ----------------- | ----------------- | ----------------- | ----------------- | -------- |
| Aljakszandr Buri Makszim Mirni | Páros       | India (IND) · Mahes Bhúpati · Róhan Bópanna · 7–6(7–4), 6–7(7–4), 8–6 | kiesett           | kiesett           | kiesett           | kiesett           | kiesett           | 17.      |

Női
| Versenyző          | Versenyszám | 64-es főtábla                            | 32-es főtábla                                | Nyolcaddöntő                            | Negyeddöntő                       | Elődöntő                         | Bronz- mérkőzés                   | Döntő             | Helyezés |
| Versenyző          | Versenyszám | Ellenfél Eredmény                        | Ellenfél Eredmény                            | Ellenfél Eredmény                       | Ellenfél Eredmény                 | Ellenfél Eredmény                | Ellenfél Eredmény                 | Ellenfél Eredmény | Helyezés |
| ------------------ | ----------- | ---------------------------------------- | -------------------------------------------- | --------------------------------------- | --------------------------------- | -------------------------------- | --------------------------------- | ----------------- | -------- |
| Viktorija Azaranka | Egyes       | Irina-Camelia Begu (ROU) · 6–1, 3–6, 6–1 | María José Martínez Sánchez (ESP) · 6–1, 6–2 | Nagyezsda Petrova (RUS) · 7–6(8–6), 6–4 | Angelique Kerber (GER) · 6–4, 7–5 | Serena Williams (USA) · 1–6, 2–6 | Marija Kirilenko (RUS) · 6–4, 6–3 |                   |          |

Vegyes
| Versenyző                        | Versenyszám | Nyolcaddöntő                                                         | Negyeddöntő                                                   | Elődöntő                                                                | Bronz- mérkőzés   | Döntő                                                                  | Helyezés |
| Versenyző                        | Versenyszám | Ellenfél Eredmény                                                    | Ellenfél Eredmény                                             | Ellenfél Eredmény                                                       | Ellenfél Eredmény | Ellenfél Eredmény                                                      | Helyezés |
| -------------------------------- | ----------- | -------------------------------------------------------------------- | ------------------------------------------------------------- | ----------------------------------------------------------------------- | ----------------- | ---------------------------------------------------------------------- | -------- |
| Viktorija Azaranka Makszim Mirni | Páros       | Németország (GER) · Angelique Kerber · Philipp Petzschner · 6–2, 6–2 | India (IND) · Lijendar Pedzs · Szánija Mirza · 7–5, 7–6 (7–5) | Egyesült Államok (USA) · Lisa Raymond · Mike Bryan · 3–6, 6–4, [10]–[7] |                   | Nagy-Britannia (GBR) · Laura Robson · Andy Murray · 2–6, 6–3, [10]–[8] |          |

## Tollaslabda
| Versenyző       | Versenyszám | Csoportkör                                                                                        | Csoportkör | Nyolcaddöntő      | Negyeddöntő       | Elődöntő          | Bronz- mérkőzés   | Döntő             | Helyezés |
| Versenyző       | Versenyszám | Ellenfél Eredmény                                                                                 | Hely.      | Ellenfél Eredmény | Ellenfél Eredmény | Ellenfél Eredmény | Ellenfél Eredmény | Ellenfél Eredmény | Helyezés |
| --------------- | ----------- | ------------------------------------------------------------------------------------------------- | ---------- | ----------------- | ----------------- | ----------------- | ----------------- | ----------------- | -------- |
| Aleszja Zajcava | Női egyes   | O csoport · Petya Nedelcseva (BUL) · 7–21, 19–21 · Adrianti Firdasari (INA) · 10–21, 21–16, 14–21 | 3.         | kiesett           | kiesett           | kiesett           | kiesett           | kiesett           | 33.      |

## Torna
Férfi
| Versenyző              | Versenyszám | Selejtező | Selejtező | Döntő    | Döntő    |
| Versenyző              | Versenyszám | Pontszám  | Helyezés  | Pontszám | Helyezés |
| ---------------------- | ----------- | --------- | --------- | -------- | -------- |
| Dzmitrij Kaszpjarovics | Ugrás       | 15,666    | 9.        | kiesett  | kiesett  |

Női
| Versenyző                    | Versenyszám | Selejtező | Selejtező | Döntő    | Döntő    |
| Versenyző                    | Versenyszám | Pontszám  | Helyezés  | Pontszám | Helyezés |
| ---------------------------- | ----------- | --------- | --------- | -------- | -------- |
| Anasztaszija Maracskovszkaja | Ugrás       | 13,800    | 10.       | kiesett  | kiesett  |
| Anasztaszija Maracskovszkaja | Gerenda     | 13,558    | 35.       | kiesett  | kiesett  |

### Ritmikus gimnasztika
| Versenyző          | Versenyszám | Selejtező | Selejtező | Selejtező | Selejtező | Selejtező | Selejtező | Selejtező | Selejtező | Selejtező | Selejtező | Döntő   | Döntő   | Döntő   | Döntő   | Döntő    | Döntő    | Döntő   | Döntő   | Döntő    | Döntő    | Helyezés |
| Versenyző          | Versenyszám | Karika    | Karika    | Labda     | Labda     | Buzogány  | Buzogány  | Szalag    | Szalag    | Összesen  | Összesen  | Karika  | Karika  | Labda   | Labda   | Buzogány | Buzogány | Szalag  | Szalag  | Összesen | Összesen | Helyezés |
| Versenyző          | Versenyszám | Pont      | Hely.     | Pont      | Hely.     | Pont      | Hely.     | Pont      | Hely.     | Pont      | Hely.     | Pont    | Hely.   | Pont    | Hely.   | Pont     | Hely.    | Pont    | Hely.   | Pont     | Hely.    | Helyezés |
| ------------------ | ----------- | --------- | --------- | --------- | --------- | --------- | --------- | --------- | --------- | --------- | --------- | ------- | ------- | ------- | ------- | -------- | -------- | ------- | ------- | -------- | -------- | -------- |
| Ljubov Csarkasina  | Egyéni      | 28,050    | 4.        | 28,400    | 3.        | 27,450    | 10.       | 26,550    | 14.       | 110,450   | 5.        | 28,100  | 3.      | 28,000  | 4.      | 27,525   | 6.       | 28,075  | 5.      | 111,700  | 3.       |          |
| Melicina Sztanyuta | Egyéni      | 27,500    | 6.        | 26,700    | 12.       | 27,600    | 7.        | 26,875    | 11.       | 108,675   | 12.       | kiesett | kiesett | kiesett | kiesett | kiesett  | kiesett  | kiesett | kiesett | kiesett  | kiesett  | 12.      |

| Versenyző | Versenyszám | Selejtező | Selejtező | Selejtező            | Selejtező            | Selejtező | Selejtező | Döntő   | Döntő   | Döntő                | Döntő                | Döntő    | Döntő    | Helyezés |
| Versenyző | Versenyszám | 5 labda   | 5 labda   | 3 szalag és 2 karika | 3 szalag és 2 karika | Összesen  | Összesen  | 5 labda | 5 labda | 3 szalag és 2 karika | 3 szalag és 2 karika | Összesen | Összesen | Helyezés |
| Versenyző | Versenyszám | Pont      | Hely.     | Pont                 | Hely.                | Pont      | Hely.     | Pont    | Hely.   | Pont                 | Hely.                | Pont     | Hely.    | Helyezés |
| --- | ----------- | --------- | --------- | -------------------- | -------------------- | --------- | --------- | ------- | ------- | -------------------- | -------------------- | -------- | -------- | -------- |
| Marina Hancsarova Nasztasszja Ivankova Natallja Lescsik Aljakszandra Narkevics Kszenyija Szankovics Alina Tumilovics | Csapat      | 27,900    | 3.        | 26,850               | 6.                   | 54,750    | 3.        | 27,825  | 4.      | 27,675               | 2.                   | 55,500   | 2.       |          |

### Trambulin
| Versenyző          | Versenyszám | Selejtező | Selejtező | Döntő    | Döntő    |
| Versenyző          | Versenyszám | Pontszám  | Helyezés  | Pontszám | Helyezés |
| ------------------ | ----------- | --------- | --------- | -------- | -------- |
| Vjacsaszlav Modzel | Férfi       | 103,880   | 12.       | kiesett  | kiesett  |
| Taccjana Pjatrenya | Női         | 104,755   | 3.        | 55,670   | 5.       |

## Úszás
Férfi
| Versenyző          | Versenyszám    | Előfutam | Előfutam | Előfutam | Elődöntő | Elődöntő | Elődöntő | Döntő   | Döntő    |
| Versenyző          | Versenyszám    | Idő      | Hely.    | Össz.    | Idő      | Hely.    | Össz.    | Idő     | Helyezés |
| ------------------ | -------------- | -------- | -------- | -------- | -------- | -------- | -------- | ------- | -------- |
| Javhen Curkin      | 100 m gyors    | 50,53    | 5.       | 34.      | kiesett  | kiesett  | kiesett  | kiesett | kiesett  |
| Uladzimir Zsigarav | 1500 m gyors   | 15:48,67 | 6.       | 30.      |          |          |          | kiesett | kiesett  |
| Pavel Szankovics   | 100 m hát      | 54,53    | 1.       | 18.      | kiesett  | kiesett  | kiesett  | kiesett | kiesett  |
| Pavel Szankovics   | 100 m pillangó | 53,47    | 2.       | 34.      | kiesett  | kiesett  | kiesett  | kiesett | kiesett  |
| Jurij Szuvarav     | 400 m vegyes   | 4:23,06  | 3.*      | 26.*     |          |          |          | kiesett | kiesett  |

Női
| Versenyző                                                                      | Versenyszám          | Előfutam | Előfutam | Előfutam | Elődöntő | Elődöntő | Elődöntő | Döntő   | Döntő    |
| Versenyző                                                                      | Versenyszám          | Idő      | Hely.    | Össz.    | Idő      | Hely.    | Össz.    | Idő     | Helyezés |
| ------------------------------------------------------------------------------ | -------------------- | -------- | -------- | -------- | -------- | -------- | -------- | ------- | -------- |
| Szvjatlana Hahlova                                                             | 50 m gyors           | 25,36    | 7.       | 20.      | kiesett  | kiesett  | kiesett  | kiesett | kiesett  |
| Aljakszandra Heraszimenya                                                      | 50 m gyors           | 24,76    | 3.       | 5.       | 24,45    | 2.       | 2.       | 24,28   |          |
| Aljakszandra Heraszimenya                                                      | 100 m gyors          | 53,63    | 2.       | 4.       | 53,78    | 2.       | 7.       | 53,38   |          |
| Aljakszandra Heraszimenya                                                      | 100 m pillangó       | 58,50    | 4.       | 13.      | 58,41    | 6.       | 13.      | kiesett | kiesett  |
| Aljakszandra Heraszimenya Szvjatlana Hahlova Akszana Dzjamidava Julija Hitraja | 4 × 100 m gyorsváltó | 3:40,67  | 7.       | 13.      |          |          |          | kiesett | kiesett  |

* - egy másik versenyzővel azonos eredményt ért el

## Vitorlázás
Férfi
| Versenyző        | Versenyszám     | Futam | Futam | Futam | Futam | Futam | Futam | Futam | Futam | Futam | Futam | Futam   | Pontszám | Helyezés |
| Versenyző        | Versenyszám     | 1     | 2     | 3     | 4     | 5     | 6     | 7     | 8     | 9     | 10    | É       | Pontszám | Helyezés |
| ---------------- | --------------- | ----- | ----- | ----- | ----- | ----- | ----- | ----- | ----- | ----- | ----- | ------- | -------- | -------- |
| Mikalaj Zsukavec | Szörfvitorlázás | 26    | 22    | 23    | 14    | 26    | 16    | 27    | 21    | (39*) | 28    | kiesett | 167      | 27.      |

Női
| Versenyző              | Versenyszám  | Futam | Futam | Futam | Futam | Futam | Futam | Futam | Futam | Futam  | Futam | Futam   | Pontszám | Helyezés |
| Versenyző              | Versenyszám  | 1     | 2     | 3     | 4     | 5     | 6     | 7     | 8     | 9      | 10    | É       | Pontszám | Helyezés |
| ---------------------- | ------------ | ----- | ----- | ----- | ----- | ----- | ----- | ----- | ----- | ------ | ----- | ------- | -------- | -------- |
| Taccjana Drazdovszkaja | Laser radial | 10    | 7     | 23    | 16    | 16    | 13    | 19    | 16    | (42**) | 18    | kiesett | 138      | 15.      |

* - nem ért célba

** - kizárták

## Vívás
Férfi
| Versenyző                                                                      | Versenyszám  | Selejtező                    | 32-es főtábla                  | Nyolcaddöntő                  | Negyeddöntő                                                                  | Elődöntő                                                                                | Bronz- mérkőzés   | Döntő                                                                                  | Helyezés |
| Versenyző                                                                      | Versenyszám  | Ellenfél Eredmény            | Ellenfél Eredmény              | Ellenfél Eredmény             | Ellenfél Eredmény                                                            | Ellenfél Eredmény                                                                       | Ellenfél Eredmény | Ellenfél Eredmény                                                                      | Helyezés |
| ------------------------------------------------------------------------------ | ------------ | ---------------------------- | ------------------------------ | ----------------------------- | ---------------------------------------------------------------------------- | --------------------------------------------------------------------------------------- | ----------------- | -------------------------------------------------------------------------------------- | -------- |
| Dzmitrij Lapkesz                                                               | Kard, egyéni | erőnyerő                     | Philippe Beaudry (CAN) · 15–10 | Tim Morehouse (USA) · 13–15   | kiesett                                                                      | kiesett                                                                                 | kiesett           | kiesett                                                                                | 13.      |
| Aljakszandr Bujkevics                                                          | Kard, egyéni | erőnyerő                     | Bolade Apithy (FRA) · 15–11    | Rareș Dumitrescu (ROU) · 6–15 | kiesett                                                                      | kiesett                                                                                 | kiesett           | kiesett                                                                                | 16.      |
| Valerij Prijomka                                                               | Kard, egyéni | James Honeybone (GBR) · 9–15 | Aldo Montano (ITA) · 9–15      | kiesett                       | kiesett                                                                      | kiesett                                                                                 | kiesett           | kiesett                                                                                | 28.      |
| Aljakszandr Bujkevics Aljakszej Lihacsevszki Valerij Prijomka Dzmitrij Lapkesz | Kard, csapat |                              |                                |                               | Olaszország (ITA) · Aldo Montano · Diego Occhiuzzi · Luigi Tarantino · 44–45 | 5–8. helyért · Németország (GER) · Max Hartung · Björn Hübner · Nicolas Limbach · 40–45 |                   | 7. helyért · Egyesült Államok (USA) · Tim Morehouse · Daryl Homer · Jeff Spear · 45–35 | 7.       |